# Sluka svraskalá
Sluka svraskalá (Cortinarius caperatus) je dobrá jedlá houba z čeledi pavučincovité vyskytující se v Evropě, Severní Americe a Asii. Jako mykorhizní druh roste od července do října v jehličnatých lesích, zejména v borových či smrkových, od nížin až vysoko do hor, vždy však na kyselých půdách, často v borůvčí. V České republice jde o jednu z tržních hub.
Má tence masitý klobouk, který je v mládí polokulovitý, později plošší, 4 až 10 cm široký. V mládí je bělavě až lehce namodrale ojíněný, pak žlutý až okrový, za sucha podélně svraskalý a na okraji rozpukaný, jinak hladký. Dužina je bělavá, nemění se. Lupeny jsou dosti řídké a úzké. Zprvu jsou bledé, později světle hlínově až hnědě okrové. Výtrusný prach je skořicově hnědý. Výtrusy jsou mandlového tvaru, bradavčité, hrubé o rozměrech 11–14 x 7–9 µm.
Třeň je válcovitý, hladký, asi 5 až 12 cm dlouhý a 1 až 2 cm široký, bělavý, nahoře s blanitým prstenem s dvojitým ostřím, naspodu s nezřetelnými zbytky pochvy.
Sluka svraskalá má houbovou chuť a slabě příjemně kořeněnou vůni. Dá se upotřebit k jídlu ve všech úpravách a hodí se i k sušení. Mladé plodnice se podobají některým nejedlým pavučincům, například pavučinci kozlímu či kafrovému, které mají nepříjemný zápach.
Bývala řazena do rodu sluka (Rozites), genetické studie v roce 2002 ukázaly příslušnost rodu sluka do rodu pavučinec.

## Synonyma
(podle www.biolib.cz)
- Agaricus caperatus Pers. 1796
- Dryophila caperata (Pers.) Quél. 1886
- Pholiota caperata (Pers.) Fr.
- Togaria caperata (Pers.) W.G. Sm. 1908
- Rozites caperata (Pers. ex Fr.) P. Karst.
- Rozites caperatus (Pers.) P. Karst.

Druh původně popsal v roce 1796 mykolog Christiaan Hendrik Persoon jako Agaricus caperatus. V roce 1821 jej nejprve Elias Magnus Fries přeřadil do rodu pavučinec (Cortinarius).
V roce 1887 zařadil druh Pier Andrea Saccardo do rodu Pholiota. V roce 1879 jej finský mykolog Petter Adolf Karsten přesunul do rodu Rozites, pojmenovaném po Ernstu Rozem (Rozites caperata (Pers. ex Fr.) P. Karst.) Genetické studie z roku 2002 potvdily Friesův předpoklad, že rod sluka patří do velkého rodu pavučinec.

## Význam
Sluka svraskalá je dobrá a chutná jedlá houba. Vzhledem k tomu, že může být zaměněna s některými pavučinci, nezkušení houbaři by ji sbírat spíše neměli.
Po černobylské jaderné havárii je sluka považována za jednu z nejvíce kontaminovaných hub radioaktivním cesiem (Cs 137). Také v sobě hromadí toxické kadmium až do obsahu 20 mg v kilogramu čerstvé dužniny. Kromě toho obsahuje tepelně labilní lektiny, které sráží červené krvinky krevní skupiny A.

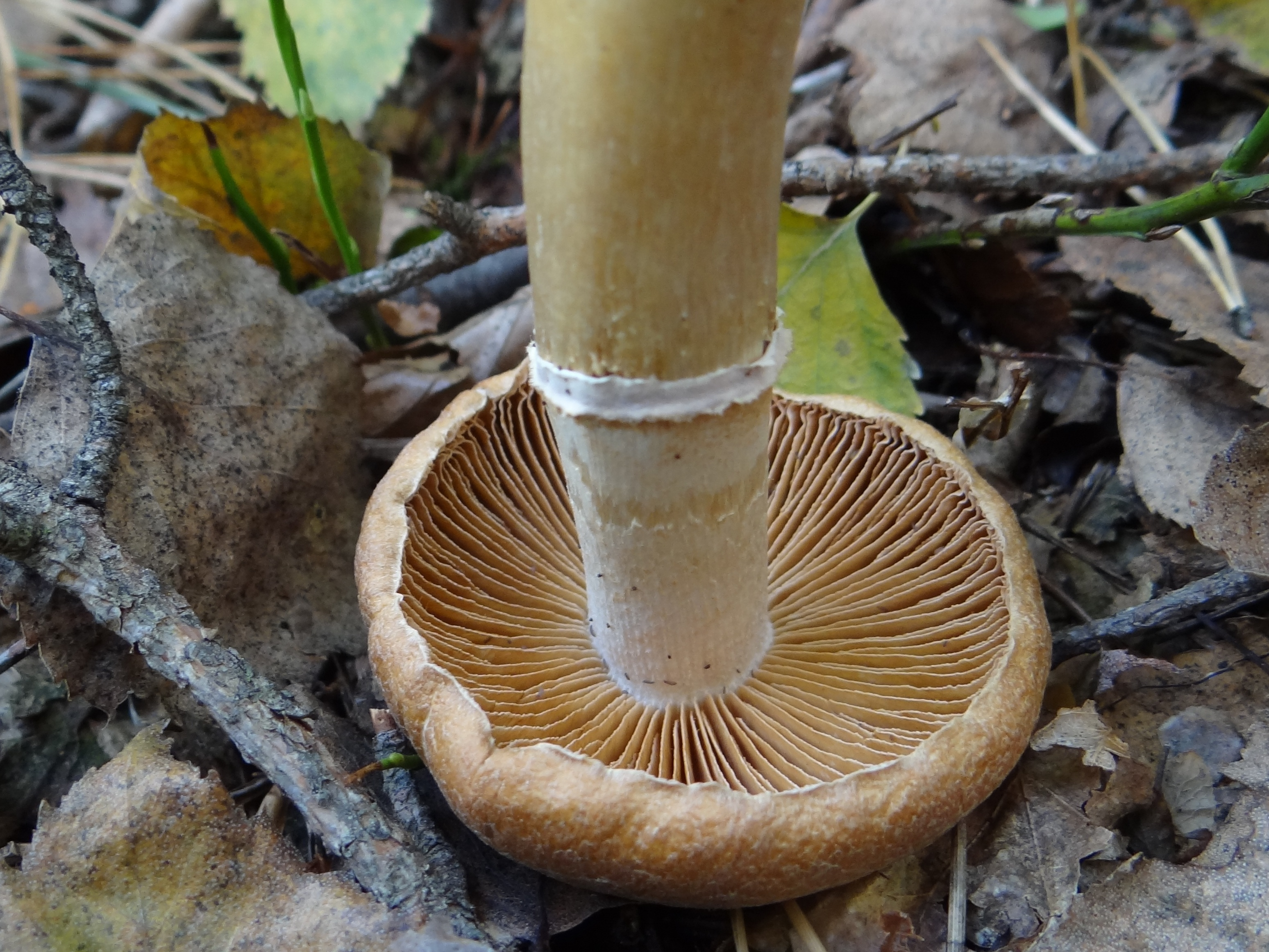
Spodní strana plodnice s lupeny a prstenem
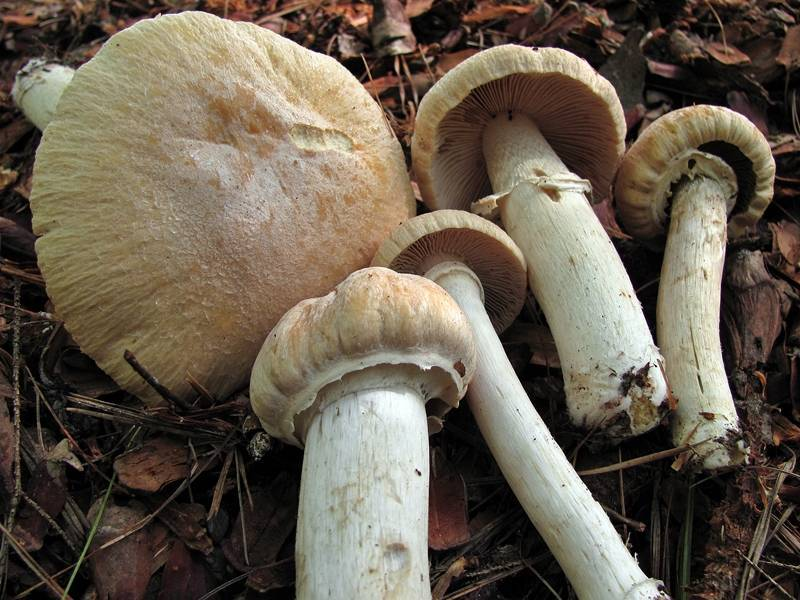
Plodnice v různých stadiích vývoje
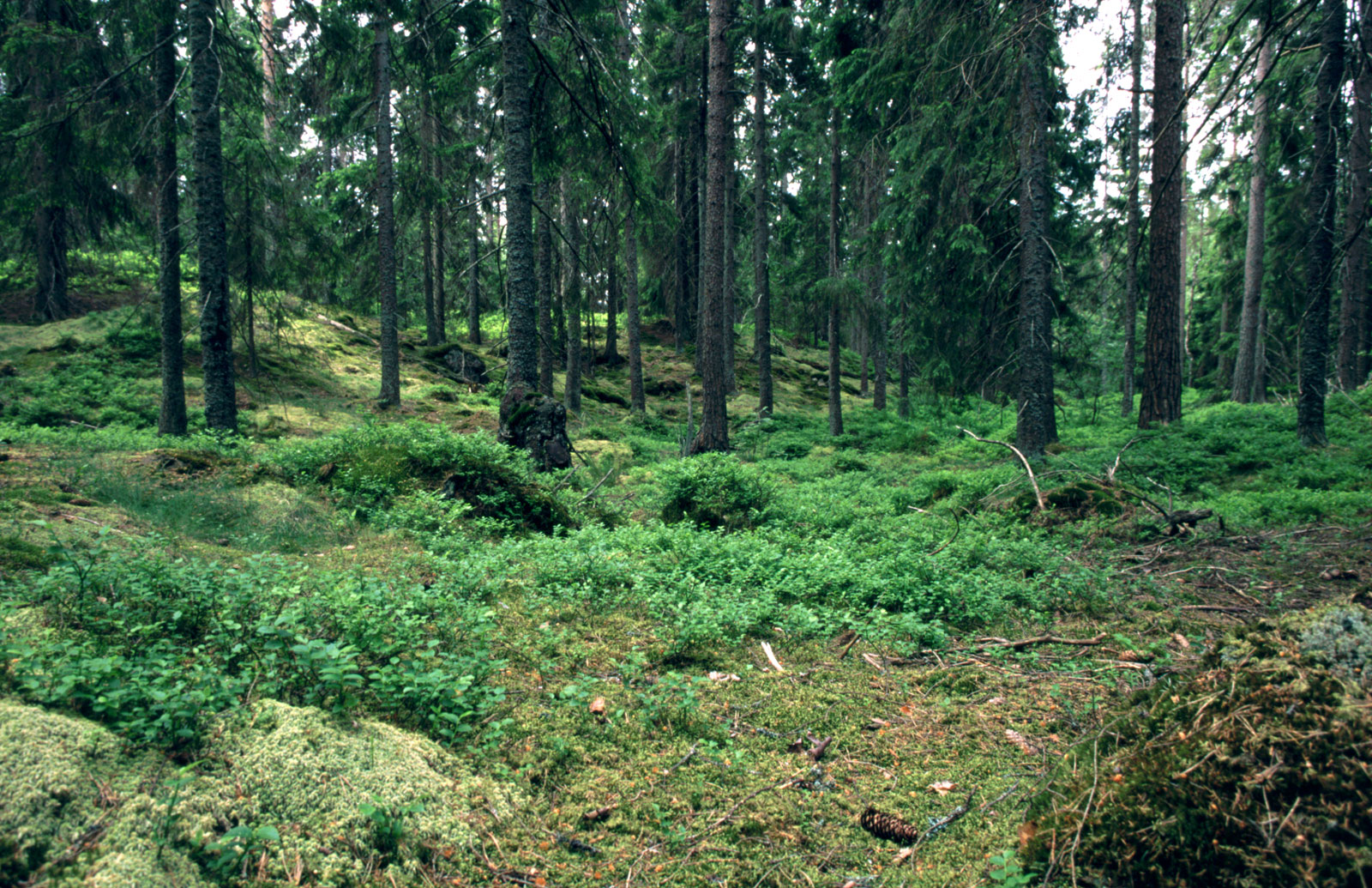
Typické místo výskytu sluky svraskalé, smrkový les s borůvčím (Švédsko)